# Kimi - Qualcuno in ascolto
Kimi - Qualcuno in ascolto (Kimi) è un film del 2022 diretto da Steven Soderbergh.
Zoë Kravitz interpreta il ruolo della protagonista Angela Childs, un'impiegata che lavora da casa durante la pandemia di COVID-19. Scritto e prodotto da David Koepp, il film è stato distribuito il 10 febbraio 2022 sulla piattaforma video on demand HBO Max, dove è stato accolto in maniera generalmente favorevole dalla critica specializzata.

## Trama
Un'informatica esperta e agorafobica lavora da casa a causa della pandemia di COVID-19. Tramite una registrazione vocale scopre un crimine violento: decide così di mostrare le prove alla sua compagnia, ma non tutto va come programmato.

## Produzione

### Cast
Il 25 febbraio 2021 è stato annunciato che Steven Soderbergh avrebbe diretto il film della New Line Cinema Kimi con Zoë Kravitz nei panni della protagonista. Nel mese di marzo, Byron Bowers, Jaime Camil, Jacob Vargas e Derek DelGaudio si sono uniti al cast, mentre Erika Christensen e Devin Ratray sono entrati nel progetto ad aprile.

### Riprese
Ad aprile 2021 sono anche iniziate le riprese a Los Angeles, dove sono state girate la maggior parte delle scene ambientate negli interni; le esterne sono state girate a maggio a Seattle.

## Distribuzione
Kimi è stato distribuito sulla piattaforma on demand di HBO Max a partire dal 10 febbraio 2022. Il 12 aprile è stato reso disponibile su DVD e in digitale.
In Italia, la pellicola è stata presentata in anteprima alla 32ª edizione del Noir in Festival il 5 dicembre 2022. Il film è stato distribuito nel febbraio 2023 in streaming.

## Accoglienza

### Critica
Secondo l'aggregatore di recensioni Rotten Tomatoes, il film ha ottenuto un indice di apprezzamento del 92% e un voto di 7,5 su 10 sulla base di 118 recensioni. Il consenso critico del sito recita: «Thriller chiuso in casa con una svolta nel 21º secolo, Kimi trova il regista Steven Soderbergh in una forma piacevole per il pubblico, in gran parte grazie all'eccezionale interpretazione di Zoë Kravitz». Su Metacritic, il film ha ottenuto un voto di 79 su 100 sulla base di 27 recensioni.